# Alexander Alexandrowitsch Jakowlew
Alexander Alexandrowitsch Jakowlew (russisch Александр Александрович Яковлев; * 11. Januarjul. / 23. Januar 1879greg. in St. Petersburg; † 4. Oktober 1951 in Gorki) war ein russisch-sowjetischer Architekt.

## Leben
Jakowlews Vater Alexander Wassiljewitsch Jakowlew war Jurist, verfasste Bücher über Wirtschaftsprobleme und starb bereits 1888. Jakowlews zivilgetraute Mutter Anna Jegorowna Otsolig hatte es darauf schwer, so dass Jakowlew in das Kinderheim des Prinzen Peter von Oldenburg kam. Dort hatte er gute Lehrer, die seine Leidenschaft für das Zeichnen unterstützten. Eines seiner Alben mit Zeichnungen aus dem Jahr 1894 ist erhalten.
Nach dem Realschulabschluss 1897 studierte Jakowlew in St. Petersburg an der Kunsthochschule der Kaiserlichen Akademie der Künste mit Abschluss 1903 bei Alexander Pomeranzew als Architekt-Künstler. Dann absolvierte er seinen einjährigen Militärdienst.
1904 ging Jakowlew mit Pomeranzew nach Sofia, um mit ihm die Alexander-Newski-Kathedrale zu bauen. Neben der Arbeit am Kathedralenbau baute er die Kirche der russischen  Botschaft, ein Wohnhaus und ein städtisches Kinderheim in Sofia.
Nach der Rückkehr 1912 erhielt Jakowlew den Auftrag für den Bau eines fünfstöckigen Kinderheims in St. Petersburg. Während des Ersten Weltkriegs arbeitete er für das Artillerie-Amt als Architekt in der St. Petersburger Ochtinski-Schießpulverfabrik.
Nach der Oktoberrevolution arbeitete Jakowlew im Kulebakski-Hüttenwerk und leitete die Bauwirtschaftsabteilung. Er projektierte für das Werk eine Arbeitersiedlung und einige Wirtschaftsgebäude. 1920 wechselte er zum Wyksunski-Hüttenwerk.
1924 ging Jakowlew nach Nischni Nowgorod (1932–1990 Gorki) und wurde Leiter der Bautechnik-Abteilung der Gouvernementskommunalabteilung. Im April 1929 wurde er Technischer Direktor des Nischni Nowgoroder Bau-Trusts Nischkomstroi. Am 1. Januar 1932 wurde er Chefarchitekt des Stadtsowjets der umbenannten Stadt Gorki, Vizevorsitzender des städtischen Expertenrats und Vorsitzender des Büros für die architekturelle und künstlerische Gestaltung der Stadt.
1933 wurde Jakowlew Mitglied der Union der Architekten der UdSSR.
Während des Deutsch-Sowjetischen Kriegs war Jakowlew an der Projektierung von Luftschutzräumen und der Tarnung von Industrieanlagen beteiligt.

## Werke (Auswahl)

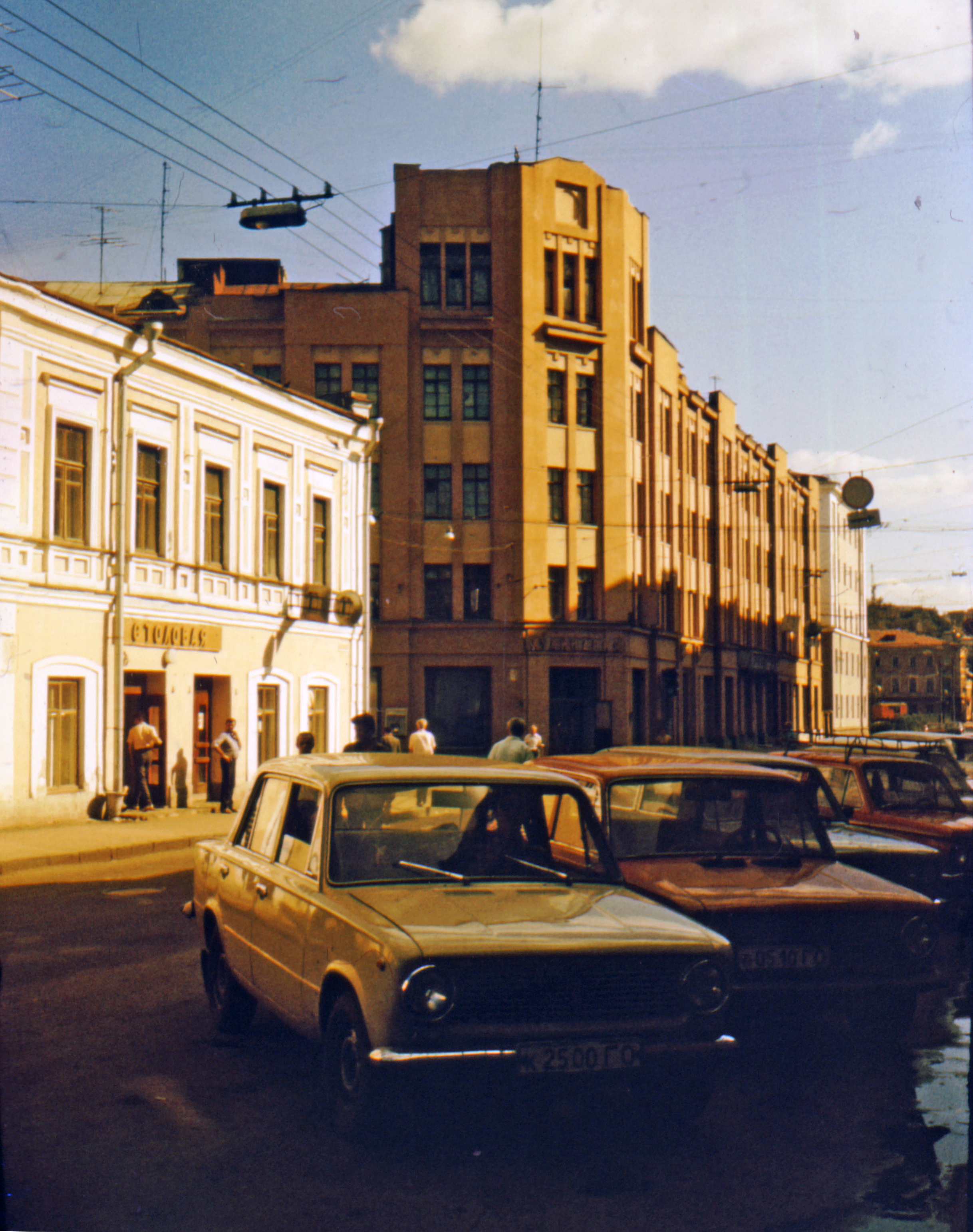
Tschernoprudski-Hochhaus (1927), Uliza Alexejewskaja/Piskunowa 8/15, Nischni Nowgorod
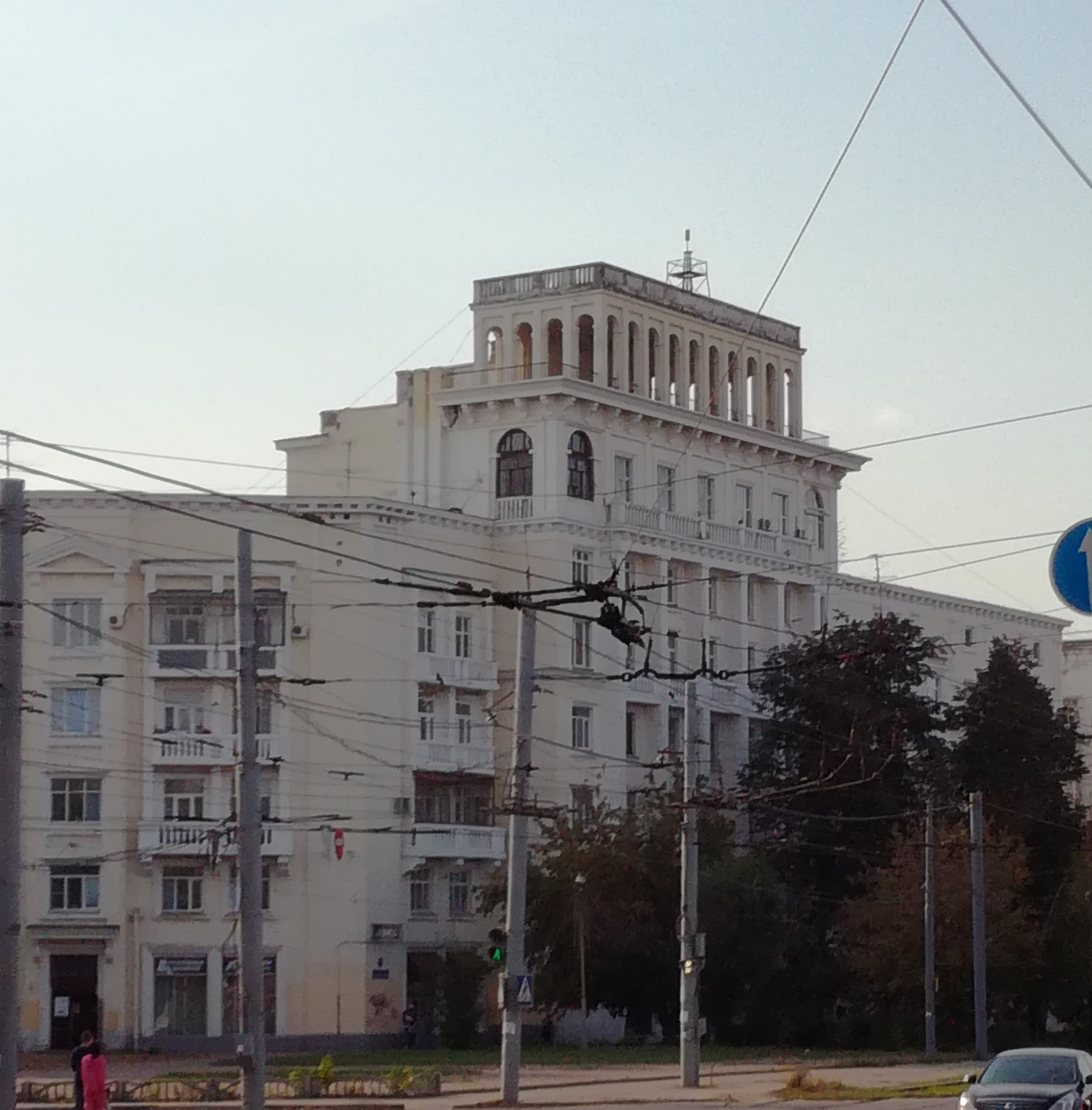
Wohnhaus der Erdölgesellschaft Neftegas, Uliza Kominterna 2, Nischni Nowgorod
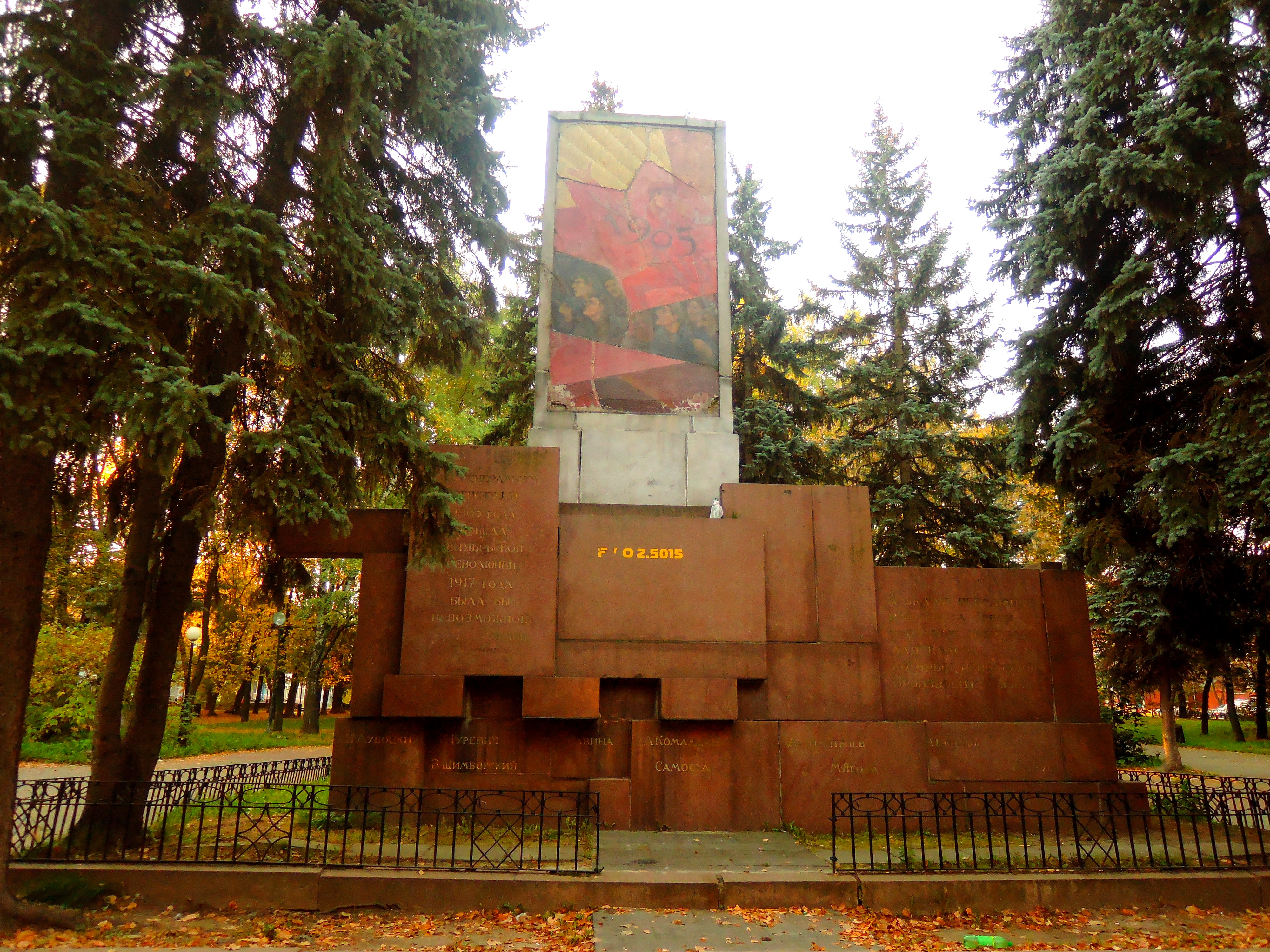
Denkmal für die Helden und Opfer der Russischen Revolution 1905 (1930), Ploschtschad Swobody (Freiheitsplatz), Nischni Nowgorod
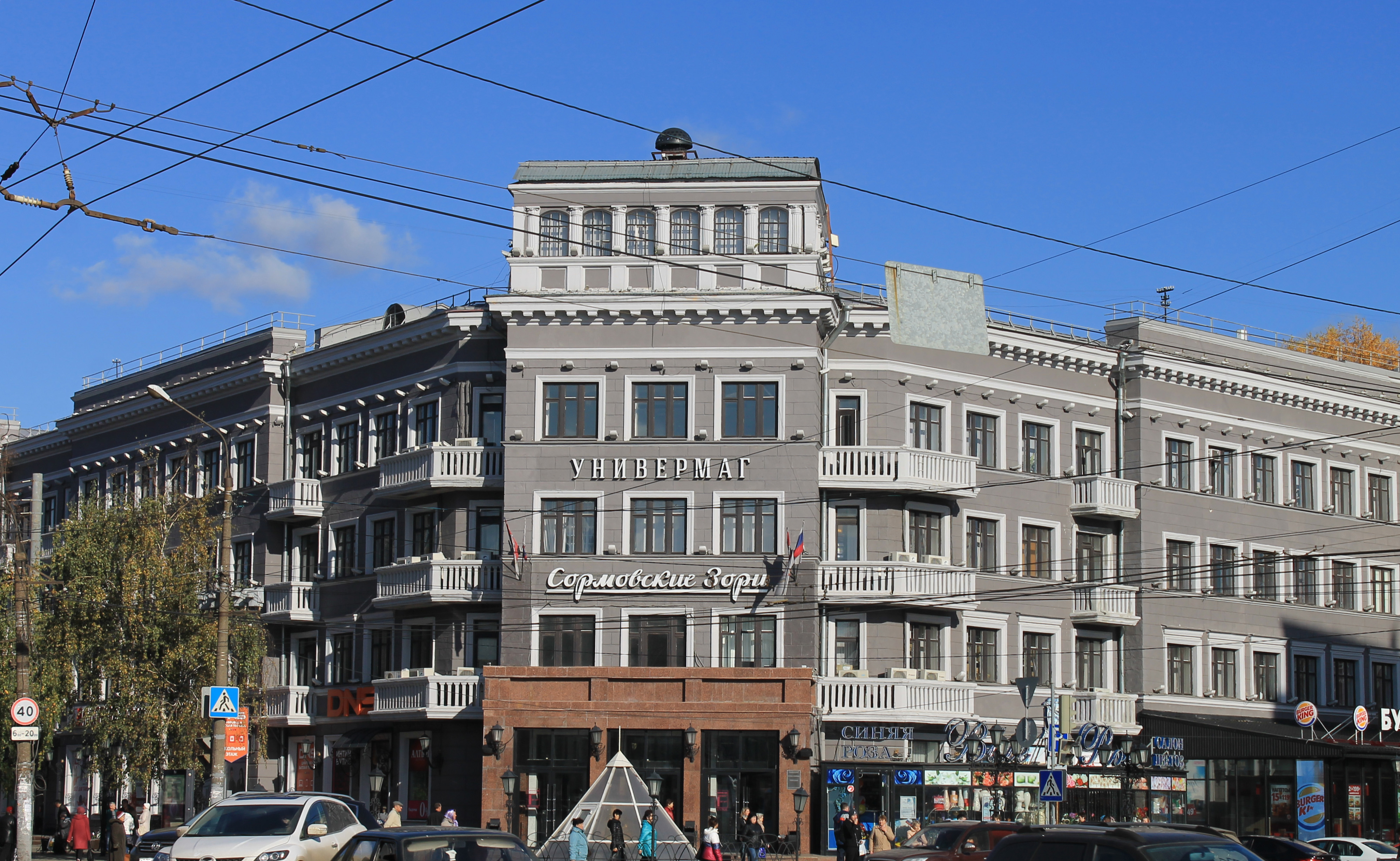
Hotel (1933–1934), Rajon Sormowo, Nischni Nowgorod
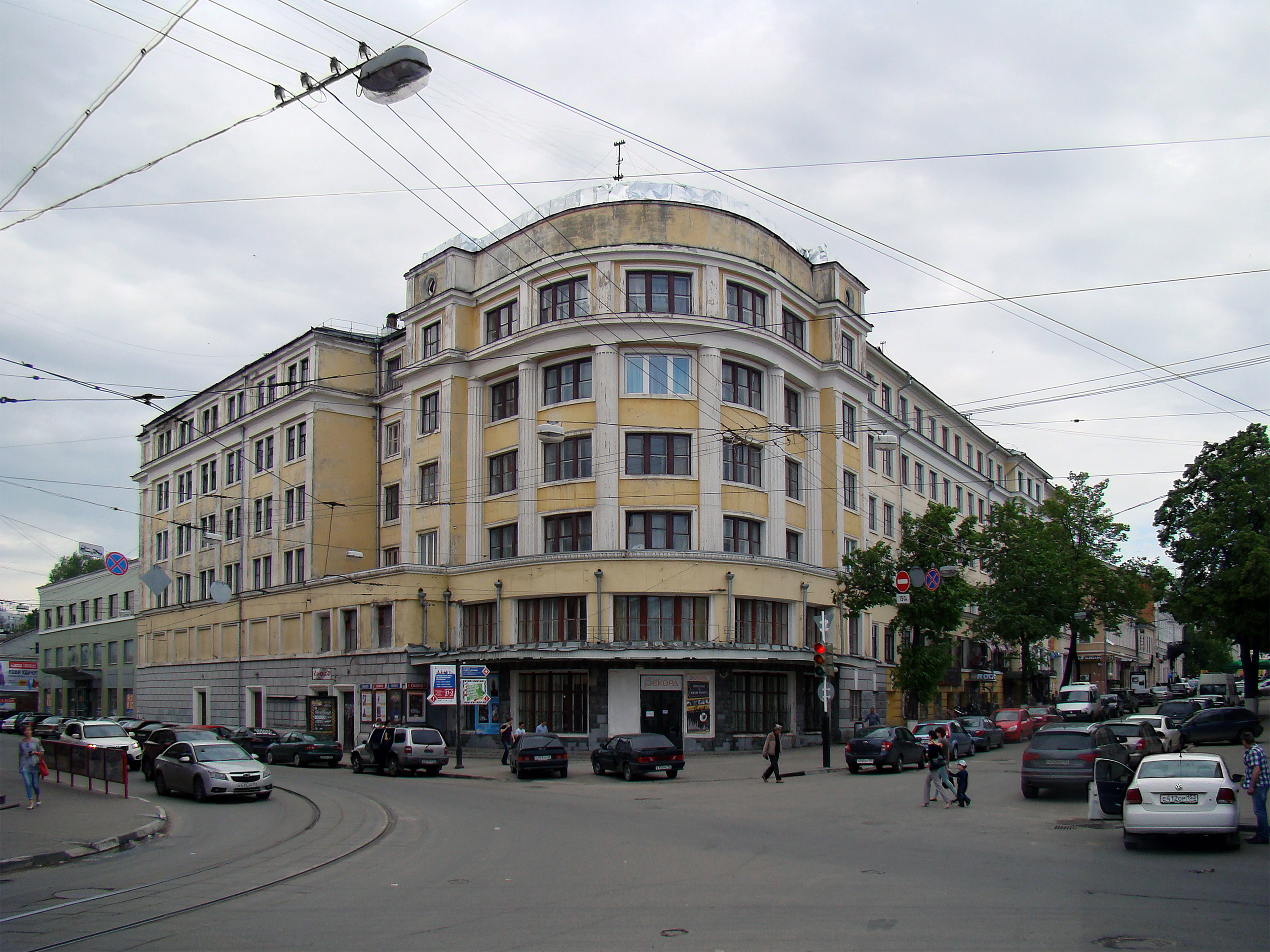
Studentenheim des Wassertransportingenieursinstituts mit Kino Rekord (1934–1938), Uliza Piskunowa 11, Nischni Nowgorod
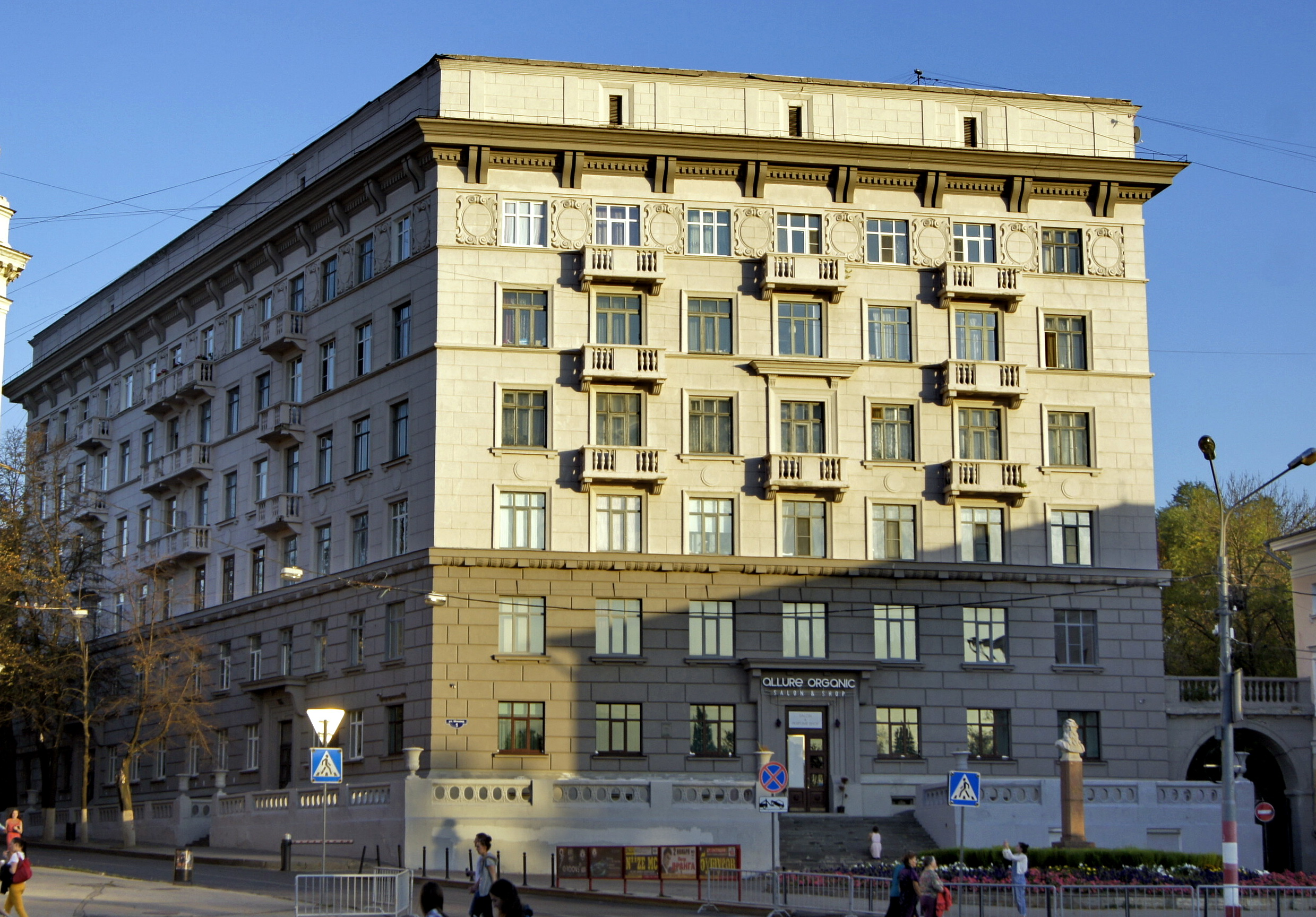
Wohnhaus des Architekten Jakowlew (1936–1938), Uliza Minina 1, Nischni Nowgorod
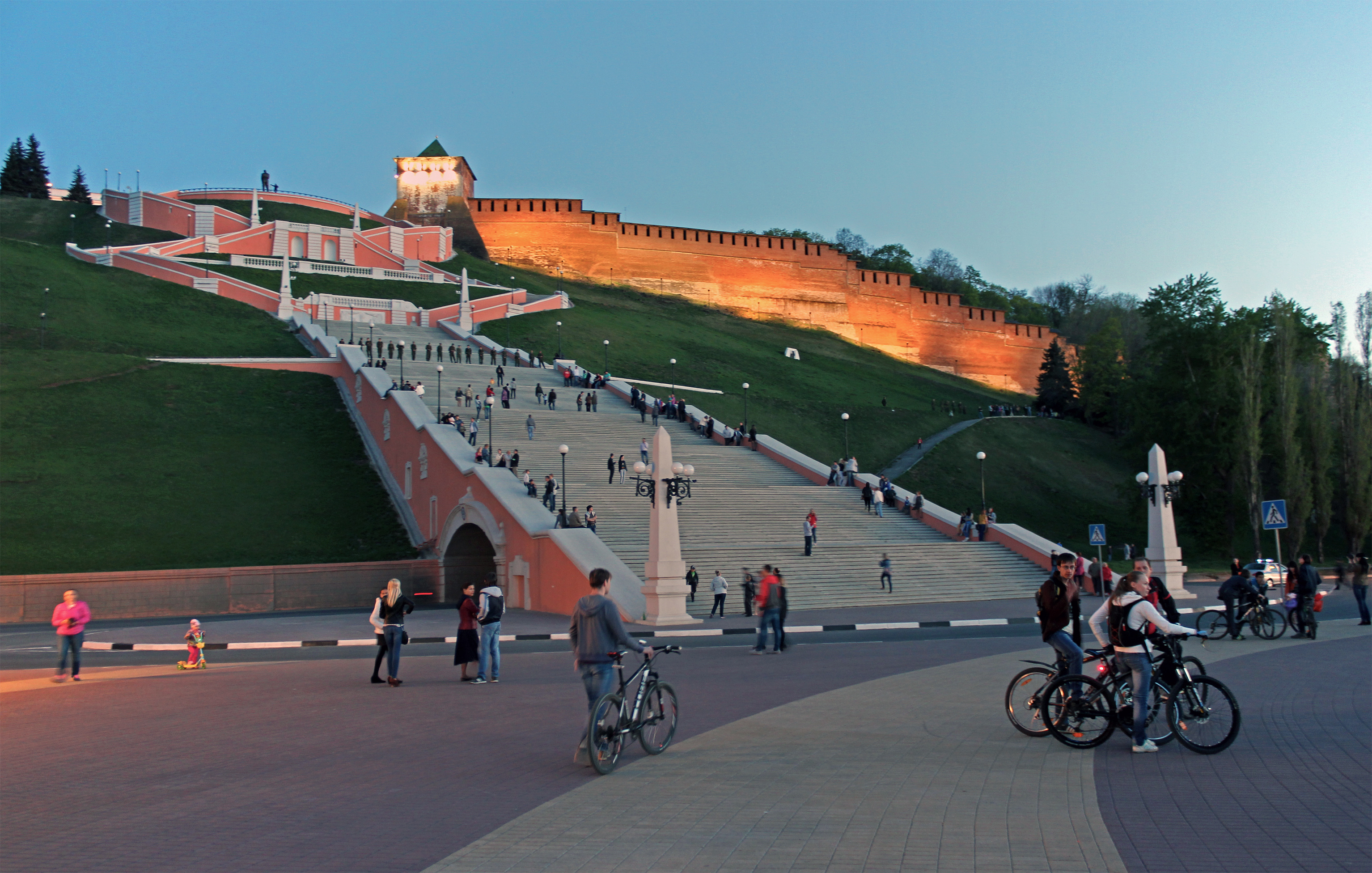
Tschkalow-Treppe (1949 mit Lew Rudnew, Wladimir Munz), Nischni Nowgorod